# 経誉
経誉（きょうよ、康正元年（1455年） - 永正9年5月6日（1512年6月29日））は、室町時代後期から戦国時代前期にかけての浄土真宗の僧。佛光寺（真宗佛光寺派）第14世。号は乗蓮社、諡号は勧喜心院。佛光寺12世性善の次男で母は西園寺実種の娘、経豪（蓮教）の弟。二条持通の猶子。子に経光。
浄土宗の寺・知恩院の徳山和尚の弟子となり、修行の末に和尚上人位を得ていたが、文明14年（1482年）に実家の佛光寺第14世法主だった兄の経豪が本願寺法主蓮如を慕い出奔、全46坊のうち42坊に上る多くの末寺も佛光寺から離れるという事態になったため、前法主で叔父の光教や残った末寺6坊の運動で急遽佛光寺へ戻り法主を継いだ。この時、経豪はそもそも佛光寺第14世を継いでいなかったこととされた為、経誉が第14世となった。
しかし、継承準備が無いまま宗旨替えをしたため、実権は光教と6坊に握られ、寺務も光教が明応3年（1494年）に病に倒れるまで担当したといわれる。
法主として経豪出奔後の佛光寺立て直しに尽力、6坊を重用し、摂津国平野の檀家奥野清順に末寺転派阻止に功があったとし、親鸞ゆかりの宝器や漢方薬を授けたといわれる。文明15年（1483年）7月に応仁の乱で焼失した佛光寺の再建を募り『佛光寺造立奉加帳』を記し（光教が作成したとも）、12月に法眼に叙任。長享元年（1487年）4月に大僧都に任じられ、同年に室町幕府9代将軍足利義尚祈願の公書を納めた。永正9年（1512年）に死去、享年58。子の経光が後を継いだ。